# Sidney Spencer
Sidney Spencer, née le 7 mars 1985 à Hoover (Alabama), est une joueuse de basket-ball américaine.

## Biographie
Elle est sacrée championne NCAA en 2006-2007 avec Tennessee, aux côtés de Candace Parker, où elle accomplit un brillant parcours malgré une saison 2004-2005 gâchée par une blessure aux ligaments du genou.
Elle est draftée en 25e position en 2007. Elle fait des débuts très réussis en WNBA avec 22 titularisations sur 34 matches et une marque moyenne de 9,6 points par rencontre avec le troisième meilleur pourcentage à 3 points de la ligue (43,9 %) et le sixième aux lancers francs (88,1 %). Elle est élue dans la WNBA All-Rookie Team. En 2008, elle ne début que deux rencontres. Elle est transférée à l'inter-saison à New York, où elle joue trois saisons avec des statistiques en baisse régulière loin de sa saison rookie. 
Elle est échangée contre Kara Braxton, indésirable au Mercury de Phoenix. Elle rejoint l'Arizona en août 2011.
En Europe, elle joue en 2008-2009 pour le club slovaque de Košice et en 2009-2010 pour le club polonais de Gorzów avec respectivement 14,3 points et 10,6 points en Euroligue, puis la fin de la saison 2011 avec Priolo en Italie. À la suite du départ inopiné de Cathrine Kraayeveld, elle signe pour la fin de la saison LFB 2012 à Villeneuve-d'Ascq. 
Durant l'été 2012, elle effectue la pré-saison avec le Sun du Connecticut, mais n'est pas conservée, puis elle signe au club russe Dynamo Novossibirsk.
Fin décembre 2013 elle rejoint le Castors Braine (Belgique) où elle a signé un contrat jusqu'à la fin de la saison 2014-2015. Elle y prolonge son séjour pour la saison 2015-2016.

## Palmarès
- Championne NCAA 2007

## Distinctions individuelles
- Miss Basketball Alabama (2003)
- Meilleur cinq du tournoi de la SEC (2007)
- All-Academic Team de la SEC (2004-2007)
- All-SEC Freshmen Team (2004)
- WNBA All-Rookie Team 2007 [10]